# Sisigambis
Sisigambis (Sisygambis, Σισύγαμβις) fou la mare de Darios III de Pèrsia Codomà, filla d'Ostanes (el germà petit d'Artaxerxes II Memnó) encara que algunes fonts la fan filla del mateix Artaxerxes.
Es va casar amb el seu cosí Arsames i va tenir set fills, dels quals només Darios va arribar a l'edat adulta. Després que Darios va pujar al tron, Sisigambis va rebre el tractament més honorífic segons el costum persa; va acompanyar a Darios a la seva campanya contra Alexandre el Gran (333 aC) que va acabar amb la batalla d'Issos després de la qual tant ella com la dona i filles del rei van caure en mans del conqueridor que les va tractar amb gran consideració i amabilitat.
Per voluntat d'Alexandre va gaudir de certa influència i va gosar fins i tot a intercedir a favor del persa Madates, que havia causat la ira d'Alexandre, i tot i així la seva petició fou immediatament concedida. Probablement el caràcter generós i magnànim de Sisigambis va contribuir a l'estimació que li demostrava Alexandre.
Quan Alexandre va morir Sisigambis ho va sentir com si es tractés d'un fill propi i es va suïcidar deixant de menjar.